# 오늘 아침 1라디오
오늘 아침 1라디오는 KBS 1라디오(전국, 수도권 기준 FM 97.3MHz, AM 711kHz)에서 방송되는 아침 시사 프로그램이다.
방송시간은 월~토요일 아침 6시 15분부터, 명절연휴 아침 6시 10분부터 아침 6시 56분까지이다. 단, 이 프로그램은 모두 전국방송이다.

## 역대 진행자
- 2019년 9월 16일 ~ 2022년 4월 30일 : 김재홍 아나운서 (남) (평일), 이선영 前 아나운서 (여) (토요일)
- 2022년 5월 2일 ~ 2023년 3월 4일 : 강승화 아나운서 (남) (평일), 이선영 前 아나운서 (여) (토요일)
- 2023년 3월 6일 ~ 2025년 4월 19일 : 오승원 아나운서 (남)
- 2025년 4월 21일 ~ 2025년 8월 9일 : 정은혜 아나운서 (여) (평일), 박철규 아나운서 (남) (토요일)
- 2025년 8월 11일 ~ 현재 : 정은혜 아나운서 (여)

## 같이 보기
관련 항목
- 아침 정보
- 신문

방송 프로그램
- 써클하우스, 관계자 외 출입금지 (SBS TV)
- 썰전 (JTBC)
- 속풀이쇼 동치미, 판도라 (MBN)
- 강적들 (TV조선)
- 외부자들 (채널A)
- 세상의 모든 정보, 시사본부, 라디오 전국일주, 오늘 밤 1라디오 (KBS 1라디오)
- 밤을 잊은 그대에게 (KBS 2라디오)
- 스포왕 고영배 (MBC FM4U)